# Луцька картонно-паперова фабрика
ТОВ «Луцька картонно-паперова фабрика» — підприємство целюлозно-паперової промисловості України. Розташоване в місті Луцьк Волинської області. Основною сировиною для виробництва картонно-паперової продукції є макулатура.

Історія
10 серпня 1973 р. засновано Луцький картонно-руберойдовий завод імені XXVI з'їзду КПРС, виробнича потужність складала 120 млн. м.кв. продукції
1993 р. - на заводі освоєно виробництво лінолеуму на теплозвукоізоляційній нетканій та тканих підосновах з річною продуктивністю 3 млн. м.кв. 
1997 р. - налагоджено виробництво багатошарового склеєного палітурного та коробкового картону.
2012 р. - ТОВ "Луцька картонно-паперова фабрика" увійшла до складу групи компаній "Об'єднана картонна компанія".
2021 р. - запуск лінії по виробництву захисного картонного кутника.
2021 р. - запуск нового цеху з виробництва гофрокартону та гофротари.
2021-2023 р. — нарощується та розширюється асортимент картонно-паперових виробів, загальна продуктивність фабрики до 6 тис. тонн в місяць.

Сьогодення
Фабрика має три основні напрямки виробництва: 1) виготовлення сировини для гофровиробництв (флютинг, тестлайнер), покрівельного, коробкового та палітурного картонів; 2) виробництво захисного картонного кутника; 3) виготовлення гофрокартону та гофротари.

Основні види діяльності
Виробництво паперу для гофрування, картону для плоских шарів гофрованого картону, виробництво палітурного, коробкового та покрівельного картонів, виробництво картонного кутника, гофрокартону та гофротари. 
Продукція Луцької картонно-паперової фабрики продається як на ринку України, так і за кордоном.

Адреса та контакти
43023, Україна, Волинська обл., м. Луцьк, вул. Карбишева, 3

Посилання
https://www.lkpf.com.ua/
https://youcontrol.com.ua/catalog/company_details/38272943/
https://opendatabot.ua/c/38272943
https://www.ua-region.com.ua/38272943
https://esu.com.ua/article-59449

У соціальних мережах
https://www.facebook.com/profile.php?id=100044364507016
https://www.instagram.com/lkpf1973/
https://www.youtube.com/@LKPF